# Xysticus alpinistus
Xysticus alpinistus là một loài nhện trong họ Thomisidae.
Loài này thuộc chi Xysticus. Xysticus alpinistus được Hirotsugu Ono miêu tả năm 1978.